# Station Yogyakarta
Station Yogyakarta (YK 3020), ook Station Jogjakarta of Station Toegoe, is een spoorwegstation in de Indonesische stad Yogyakarta. Het station is een hoofdstation in de speciale regio van Yogyakarta en onder beheer van Kereta Api Indonesia (KAI) Daerah Operasi VI Yogyakarta en KAI Commuter.
Het station bedient het vertrek en aankomst van de eerste- en gemengde klasse treinen en de KRL Commuter Line Solo–Yogyakarta. Een ander grootklasse station is Lempuyangan, is gewijd aan het bedienen van derde klas treinen, een klein deel van de gemengde klasse treinen, en ook de KRL Commuter Line Solo–Yogyakarta.
Als het hoofdstation in Yogyakarta is dit station het kopstation voor de KRL Commuter Line Solo–Yogyakarta en verschillende intercity- en lokale treinen.

## Geschiedenis

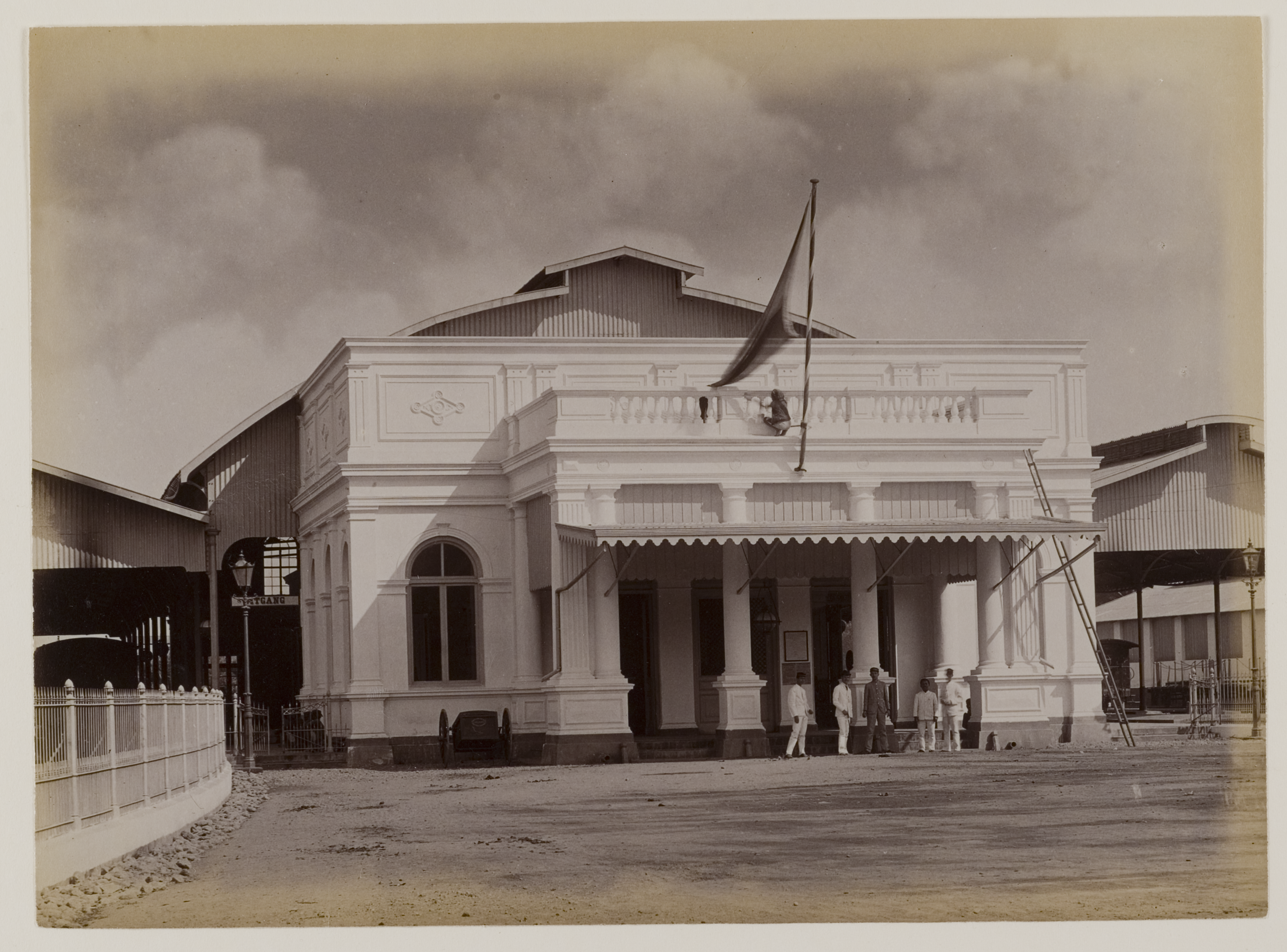
Het station in 1887, foto gemaakt door Kassian Cephas

Het station werd geopend op 20 juli 1887 en heeft een unieke architectuur. Het is een van de eilandstations in Indonesië, en kijkt uit over Hotel Toegoe en de hoofdweg die van noord naar zuid gaat van Yogyakarta. Het gebouw is in art-decostijl, populair tussen de tijd van de Eerste en de Tweede Wereldoorlog.
Het station was de eindbestemming voor de treinreis van Soekarno als eerste President van Indonesië, bij de verhuizing van de hoofdstad van Jakarta naar Yogyakarta.
Het station had twee eigenaren; de zuidzijde was van de Nederlandsch-Indische Spoorweg Maatschappij (NIS) in 1.435 mm spoorwijdte, en de noordzijde van de Nederlandsch-Indische Staatsspoorwegen in 1.067 mm spoorwijdte. NIS en SS delen elkaars land voor de spoorlijn Yogyakarta–Solo.
Ten westen van het station zijn er twee zijlijnen die zijn opgeheven; naar Magelang–Parakan en naar Palbapang, Bantul. De zijlijn naar Magelang werd in 1976 gesloten na de uitbarsting van de vulkaan Merapi; het spoor is nog steeds te zien op verschillende plekken op de Tentara Pelajar-weg en de Magelangweg. De spoorlijn naar Palbapang werd in de jaren 1973–1980 gesloten, de rails zijn op meerdere plekken te zien, bijvoorbeeld op de parkeerplaats aan de noordwestkant van het Kraton Yogyakarta.
Het station is door de overheid van Yogyakarta aangewezen als cultureel erfgoed.